# Клодзко
Кло̀дзко (на полски: Kłodzko; на немски: Glatz; на чешки: Kladsko; на латински: Glacium, Glacensis urbs, Glocium) е град в Югозападна Полша, Долносилезко войводство. Административен център е на Клодзки окръг, както и на селската Клодзка община, без да е част от нея. Самият град е обособен в самостоятелна градска община с площ 24,84 км2.

## География
Градът се намира в историческата област Долна Силезия. Разположен е край река Ниса Клодзка, на 57 километра югоизточно от Валбжих, на 88 километра южно от Вроцлав и на 85 километра североизточно от Храдец Кралове.

## История
За пръв път селището е споменато в хрониката на чешкия историк Козма Пражки.
Клодзко е бил столица на Клодзкото графство.
В периода 1975 – 1998 г. е част от Валбжихското войводство.

## Население
Населението на града възлиза на 27 193 души (2017 г.). Гъстотата е 1095 души/км2.
Демографско развитие

## Личности
Родени в града
- Михаел Фридрих фон Алтхан – немски духовник, епископ, вицекрал на Неапол
- Арнощ от Пардубице – първи архиепископ на Прага
- Йохан Георг Хайнш – немско-чешки художник
- Йохан Франц Хофман – немски художник
- Паул Рогала фон Биберщайн – немски военен, генерал
- Ема Ирер – немски политик
- Марта Клюбович – полска актриса
- Ян Кулка – полски писател
- Анна Зеленай – полска поетеса
- Богдан Здроевски – полски политик

## Градове партньори
- Бенсхайм, Германия
- Carvin, Франция
- Флерон, Белгия
- Наход, Чехия
- Рихнов над Кнежноу, Чехия
- Люденшайд, Германия

## Фотогалерия
- Панорама на града
- Хотел „Астория“
- Староството
- Готически мост
- Църква „Успение Богородично“
- Францискански манастир
- Панорама
- Районният съд
- Панорама на града през XIX век